# 序奏と協奏的アレグロ
『序奏と協奏的アレグロ』（ドイツ語: Konzert-Allegro mit Introduktion） 作品134 は、ロベルト・シューマンが作曲したピアノと管弦楽のための協奏的作品。

## 概要
生涯を通じて音楽家として公的な職にはほとんど就かなかったシューマンであったが、1850年に友人のフェルディナント・ヒラーの後任として指揮者のポストを引き受け、ドレスデンからデュッセルドルフに移ってきていた。しかし楽団の音楽家たちや経営陣とそりが合わず、シューマンは不眠と鬱を発症して健康を悪化させていくことになる。
本作は妻のクララの34歳の誕生日を祝い、1853年9月13日にクレムスのグランドピアノや他の楽曲と合わせて彼女に贈られた作品である。作曲はその前月の8月24日から30日という短期間に行われ、11月26日に作曲者自身の指揮で初演された。1854年2月13日にシューマンが楽譜出版社に宛ててしたためた書簡には、本作をクララが「デン・ハーグ、アムステルダム、ユトレヒトで演奏」し、毎回大きな成功を収めたとある。彼はこの手紙の数日後に精神の崩壊を来たし、そのまま回復することなく1856年にこの世を去る。この時期を境として、本作はシューマンの精神的不調が影を落とす作品として、クララさえもが毛嫌いして演奏会で取り上げなくなってしまった。事実、手稿譜には熱っぽい言葉が書きなぐられているという。
1853年9月30日にシューマン夫妻と面識を得た若きブラームスはこの作品を高く評価し、多大な尽力を行って1855年6月にライプツィヒのバルトルフ・ゼンフからの出版へとこぎつけた。シューマンはこの青年に本作を「大きな喜び」をもって献呈している。

## 楽器編成
ピアノ独奏、フルート、オーボエ、クラリネット、ファゴット、ホルン、トランペット、トロンボーン、ティンパニ、弦五部。

## 演奏時間
約14分。

## 楽曲構成
Ziemlich langsam （かなり遅く） 3/4拍子 ニ短調 - Lebhaft （活発に） 4/4拍子 ニ短調
本作はシューマンが過去に書いたピアノと管弦楽の協奏的作品であるピアノ協奏曲 イ短調や『序奏とアレグロ・アパッショナート』とは異なり、音楽の比重はかなりピアノに偏っており、管弦楽は伴奏の役目を任されているに過ぎない。曲は序奏に開始する。まず、弦楽器のピッツィカートによる呼びかけに応え、ピアノが譜例1を奏する。そのままピッツィカートとピアノの対話が続いていく。
譜例1
次第に加速して4/4拍子、ソナタ形式の主部に入る。ピアノの華やかなパッセージに続いて情熱的な楽想が奏でられる（譜例2）。
譜例2
譜例2の後には16分音符の動きが続き、トゥッティに取って変わられる。続いて譜例1が現れるが、それがそのままヘ長調の譜例3を呼び出す。日本ではこの旋律に関して、山田耕筰作曲の童謡『赤とんぼ』との類似を指摘されることがある。その後はピアノを中心とする小結尾が進められていく。
譜例3
ピアノの急速な音型から展開が行われていき、木管が譜例3を奏でる。まもなく、譜例2が回帰して再現部となり、譜例3のニ長調での再現が続く。コデッタの後にはカデンツァが挿入されている。カデンツァは開始部分で譜例1を示した後、譜例3を中心としてトレモロによる装飾を加えていく。この書法はシューマンには珍しいものである。最後にはコラール風のコーダが置かれ、堂々と締めくくられる。